# ラミン・ジャヴァディ
ラミン・ジャヴァディ（Ramin Djawadi、ペルシア語:  رامین جوادی 、1974年7月19日 - ）は、イラン系ドイツ人の作曲家。ドイツのデュースブルク出身。同じドイツ出身の作曲家ハンス・ジマーの目に留まり、ハンス・ジマーの会社リモート・コントロール・プロダクションに引き抜かれ、アメリカに渡った。
アメリカ映画の映画音楽などを手がけ、2009年の第51回グラミー賞では映画『アイアンマン』で最優秀スコア・サウンドトラック・アルバム (映画・テレビ) 部門にノミネートされ、2018年の第70回プライムタイム・エミー賞ではドラマシリーズ『ゲーム・オブ・スローンズ』で作曲賞シリーズ部門を受賞した。

## 主なフィルモグラフィ

### 映画
- 『ビート・ザ・ドラム』 - Beat the Drum (2003年)
- 『セイビング・ジェシカ・リンチ』 - Saving Jessica Lynch (2003年) ※テレビ映画
- 『ブレイド3』 - Blade: Trinity (2004年)
- 『ザ・グリッド』 - The Grid (2004年) ※ミニシリーズ
- 『バッファロー・ドリーム』 - Buffalo Dreams (2005年) ※テレビ映画
- 『オープン・シーズン』 - Open Season (2006年)
- 『Mr.ブルックス 完璧なる殺人鬼』 - Mr. Brooks (2007年)
- 『アイアンマン』 - Iron Man (2008年)
- 『ナットのスペースアドベンチャー3D』 - Fly Me to the Moon (2008年)
- 『彼が二度愛したS』 - Deception (2008年)
- 『オープン・シーズン2 ペット vs 野生のどうぶつたち』 - Open Season 2 (2008年) ※ビデオ映画
- 『アンボーン』 - The Unborn (2009年)
- 『恋するベーカリー』 - It's Complicated (2009年) ※出演
- 『タイタンの戦い』 - Clash of the Titans (2010年)
- 『フライトナイト/恐怖の夜』 - Fright Night (2011年)
- 『デンジャラス・ラン』 - Safe House (2012年)
- 『レッド・ドーン』 - Red Dawn (2012年)
- 『パシフィック・リム』 - Pacific Rim (2013年)
- 『ウォークラフト』 - Warcraft (2016年)
- 『グレートウォール』 - The Great Wall / 長城 (2016年)
- 『ザ・マウンテン 決死のサバイバル21日間』 - The Mountain Between Us (2017年)
- 『スレンダーマン 奴を見たら、終わり』 - Slender Man (2018年)
- 『ロイヤルコーギー レックスの大冒険』 - The Queen's Corgi (2019年)
- 『エターナルズ』 - Eternals（2021年)
- 『アンチャーテッド』 - Uncharted（2022年)
- 『マン・フロム・トロント』 - The Man from Toronto（2022年)

### テレビシリーズ
- 『プリズン・ブレイク』 - Prison Break (2005年-2009年)
- 『ブレイド ブラッド・オブ・カソン』 - Blade: The Series (2006年)
- 『フラッシュフォワード』 - FlashForward (2009年-2010年)
- 『ゲーム・オブ・スローンズ』 - Game of Thrones (2011年-2019年)
- 『PERSON of INTEREST 犯罪予知ユニット』 - Person of Interest (2011年-2016年)
- 『ストレイン 沈黙のエクリプス』 - (2014年-2017年)
- 『ウエストワールド』 - Westworld (2016年- )
- 『ジャック・ライアン』 - Tom Clancy's Jack Ryan (2018年- )
- 『ハウス・オブ・ザ・ドラゴン』 - House of the Dragon (2022年)

### ゲーム
- 『システムショック2』 - System Shock 2 (1999年)
- 『メダル オブ オナー』 - Medal of Honor (2010年)
- 『メダル オブ オナー ウォーファイター』 - Medal of Honor: Warfighter (2012年)
- 『ギアーズ オブ ウォー 4』 - Gears of War 4 (2016年)
- 『ディオフィールド クロニクル』 - The DioField Chroniclw (2022年)

## 受賞・ノミネート
- 第51回グラミー賞 スコア・サウンドトラック・アルバム (映画・テレビ) 部門 - 『アイアンマン』 - ノミネート
- 第35回サターン賞 音楽賞 - 『アイアンマン』 - ノミネート
- 第70回プライムタイム・エミー賞作曲賞シリーズ部門 - 『ウエストワールド』 - ノミネート
- 第70回プライムタイム・エミー賞作曲賞シリーズ部門 - 『ゲーム・オブ・スローンズ』-受賞